# Lødighed
Lødighed (af middelnedertysk lödich afledet af lot lod om vægtenhed) er et udtryk for hvor stor del af en metalblanding (legering) som udgøres af et ædelmetal, dvs. sølv, guld, platin eller palladium.
Lødigheden af varer baseret på ædelmetal, fx smykker, bruges som et udtryk for varens relative værdi. Dette udtrykkes i dag almindeligvis i promille (tusindedele) men kan også udtrykkes som en procentdel (hundrededele). For guld er der tillige tradition for at måle i karat (fireogtyvendedele).

## Eksempler
| Navn                    | Ædelmetal | Lødighed i promille (dele af tusinde) |
| ----------------------- | --------- | ------------------------------------- |
| Tretårnet               | Sølv      | 830 ‰                                 |
| Sterlingsølv            | Sølv      | 925 ‰                                 |
| Finsølv                 | Sølv      | Mindst 999 ‰                          |
| 16 LØDIGT               | Sølv      | Mindst 999 ‰                          |
| 8 karat guld            | Guld      | 333 ‰                                 |
| 9 karat guld            | Guld      | 375 ‰                                 |
| 14 karat guld           | Guld      | 583 ‰                                 |
| 18 karat guld           | Guld      | 750 ‰                                 |
| 21 karat guld           | Guld      | 875 ‰                                 |
| 22 karat guld           | Guld      | 916 ‰                                 |
| 24 karat guld / Finguld | Guld      | Mindst 999 ‰                          |

## Lovgivning
Ifølge dansk lovgivning skal alle arbejder af ædle metaller, dvs. guld, sølv, platin og palladium, der erhvervsmæssigt fremstilles, sælges eller udbydes til salg, indeholde to stempler - et navnestempel og et stempel for lødigheden (holdighedsstempel). Stemplerne er købernes sikkerhed for, at varen lever op til det, den lover. Dette er i dag under kontrol af ædelmetalkontrollen.
Alle produkter, der sælges som ‘ægte varer’, skal stemples med både holdigheds- og navnestempel. Ifølge lovgivningen skal sølv indeholde mindst 800 ‰. Typisk indeholder produkter af sølv 925 ‰, og stemples med angivelsen 925 eller Sterling. Når det drejer sig om produkter af guld, angiver holdighedsstemplet indholdet af guld i ‰. Produkter af guld skal indeholde mindst 333 ‰. Det er tilladt sammen med‰-angivelsen at bruge den gamle betegnelse karat. En karat er 1/24 finguld; 18 karat er 18/24, som er lig med 750 ‰ finguld.
Produkter af platin skal indeholde mindst 850 ‰, og produkter af palladium mindst 500 ‰.
Produkter af guld, platin og palladium, som vejer mindre end 1 gram, er undtaget fra kravet om holdigheds- og navnestempling. De er dog ikke fritaget for kontrol. Det samme gælder produkter af sølv under 3 gram.

## Historisk kontrol
Historisk kunne det for fx for en sølvsmed være fristende at blande et billigere metal end sølv, fx kobber i en sølvlegering. Dette var mere udbredt i provinsen, da der ikke var helt den samme afsætning på sølvtøjet som i København, hvor de finere folk holdt til. Derfor indførte man guardein-embedet og guardeinstemplet.
Guardeinen var ansat af staten til at sørge for, at lødigheden i sølvtøjet blev overholdt. Der var også guardeiner ansat i provinsen, men ordningen fungerede ikke helt så godt dér som i København. Sølvtøj, der bar Københavns bymærke, de tre tårne, blev på den måde kendt som en finere kategori sølvtøj.
Siden 1677 har man i Danmark haft en stadsguardein (udtales gardejn) til at kontrollere, at sølvsmedene havde anvendt den foreskrevne lødighed i det sølv, som de videresolgte. Guardeinen var ulønnet, men blev betalt af sølvsmedene, der betalte vægtafgift af det sølv, de fik stemplet. Guardeinen var derfor ivrig efter at håndhæve stemplingen. 
Nogle af Københavns guardeiner sad så længe på posten, at de nærmest er blevet synonyme med en periode eller er gået over i talens brug som værende noget særligt. Eksempelvis sad Conrad Ludolph på posten i 50 år fra 1679-1729, hvilket betyder, at han har stemplet en stor del af det københavnske baroksølv. Der var ikke en guardein-ordning i provinsen. 
Sølvets lødighed blev afgjort ved hjælp af et sæt probernåle. Guardeinen havde nåle med lødigheder fra 4-16. Man afgjorde lødigheden ved at stryge sølvet mod en plade af kiselskifer. Derved blev der afsat en streg i en grå nuance. Finsølv afsætter en lysegrå streg, og jo mørkere stregen er, jo lavere er lødigheden. Man sammenlignede derfor den streg, sølvet havde afsat, med probernålene, der nøjagtigt viste lødigheden. Var lødigheden godkendt, stemplede guardeinen sølvet med sit mærke og et månedsmærke. 
Efter statsbankerotten i 1813 kom der meget underlødigt sølv i handlen. Sølvsmedene kunne ikke skaffe materialer, og især i provinsen, hvor der ikke var samme kontrol som i hovedstaden, anvendte man underlødigt sølv. Kendere vil som regel observere, når de får en underlødig sølvgenstand i hånden. Siden 1893 har man anvendt lødighedsbetegnelserne 830 og 925 sterling.

## Trivia
Når man siger at noget er underlødigt betyder det at værdien ikke lever op til standarden.